# Энергетика Монголии
Энергетика Монголии — отрасль экономики Монголии.
Обеспечивает население и хозяйство страны электричеством и теплом. Создание мощностей для выработки электроэнергии было осуществлено с советской экономической и технической помощью. После распада СССР наблюдался большой спад. В настоящее время объём производства и потребления электроэнергии эпохи Советского Союза превышен.
Основная часть электроэнергии и тепловой энергии вырабатывается на ТЭС, использующих в большей степени бурые и энергетические угли. Бурый уголь добывается в разрезах на двух месторождениях из трёх имеющихся. Каменный уголь из двух месторождений на юге страны почти полностью экспортируется в Китай. Тепловая энергия с ТЭС кроме делового применения идёт на отопление многоквартирного жилья в крупных городах. В отдалённых районах распространены малые дизельные электростанции.
Получение электроэнергии на гидроэлектростанциях развито незначительно. В стране велики потенциальные возможности для возобновляемой электроэнергетики, природные условия удобны для солнечной и ветро энергетики. Их развитие началось, но незначительно сравнительно с потенциалом.
Добыча нефти ведётся на одном месторождении.
В стране действуют две электрические энергосистемы — Центральная, в центральных и северных районах, и Западная. Обе соединены с Российской энергосистемой.

## Электроэнергетика
В 1940 году в Монгольской Народной Республике было произведено всего лишь 11,5 млн кВт·ч. В середине 1950-х годов началась индустриализация Монголии и, соответственно, рост энергетического сектора экономики. В результате массированной экономической помощи со стороны СССР был достигнут очень высокий темп роста производства электроэнергии: так, в период с 1960[чего?] до середины 1980-х годов производство электроэнергии удваивалось каждые 5 лет. Во второй половине 1980-х годов темп роста упал, в 1989 г. был достигнут наивысший уровень производства электроэнергии (3568,3 млн кВт·ч).

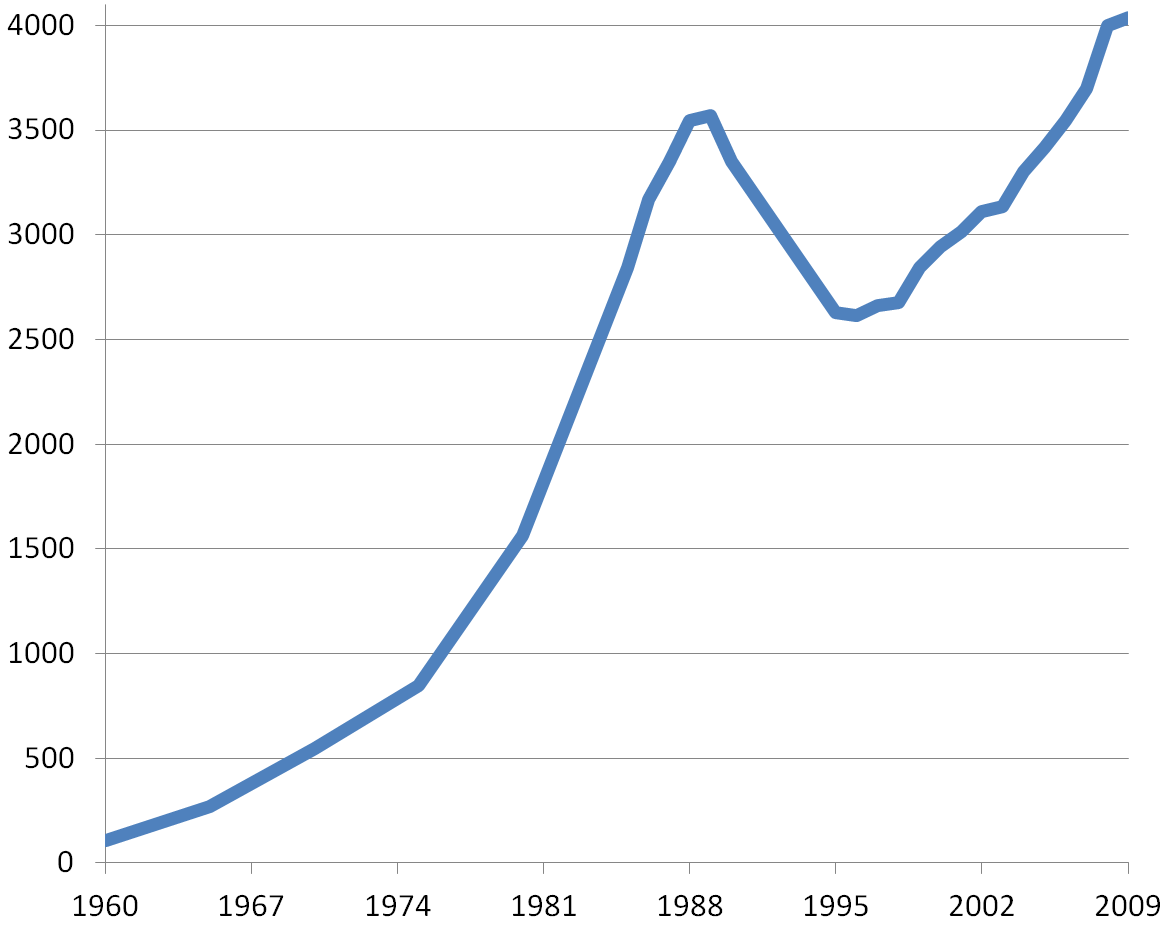
Производство электроэнергии в Монголии в млн кВт·ч

В последующий ряд лет в результате глубокого системного кризиса всей экономики Монголии, связанного с переходом к рыночному типу экономики и свёртыванием экономической помощи со стороны СССР, произошло сокращение производства электроэнергии до 2614 млн кВт·ч в 1996 г. В последующие годы началось восстановление энергетического сектора, в результате чего докризисный (1989 г.) уровень производства электроэнергии был превышен лишь в 2007 г.
Сегодняшний объём производства электроэнергии Монголии составляет 878,4 МВт·ч, включая электроэнергию, производимую дизельными станциями сомонов. Вся отрасль принадлежит государству. По расчётам учёных, потребление электроэнергии Монголии в 2015 году составит 900 МВт·ч, в 2020 г. — 1400 МВт·ч, 2025 г. — 2000 МВт·ч. Монголия импортирует электроэнергию из России, несмотря на достаточные собственные энергоресурсы, по следующим причинам:
- Проблемы с регуляцией суточного графика нагрузки (дневная нагрузка превышает имеющиеся мощности, невозможность регулирования и аккумулирования электроэнергии в ночное время). Вместе с тем большое число генерирующих небольших мощностей по стране создаёт проблемы с регуляцией выработки электроэнергии.
- Другим фактором является низкое качество эксплуатации ТЭЦ и их износ.

### Теплоэнергетика
Теплоэнергетика страны является доминирующей в структуре производства электроэнергии. Всего в стране действует 7 ТЭЦ, построенных в советское время при значительной поддержке СССР. Намечено также строительство ТЭЦ в г. Даланзадгаде, которая будет обеспечивать электроэнергией аймачный центр и Таван-Толгойтский угольный разрез. Разрабатывается также амбициозный проект по строительству Баганурской ГРЭС мощностью 1200 МВт непосредственно рядом с Баганурским угольным разрезом (бурый энергетический уголь).
- Улан-Баторская ТЭЦ-1 — построена в 1974 году компанией Технопромэкспорт (СССР). Установленная мощность — 36 МВт (2×6, 2×12), использует бурый уголь с разреза города Налайх.
- Улан-Баторская ТЭЦ-2 — построена в 1970 году компанией Технопромэкспорт. Установленная мощность — 24 МВт (2×12), использует бурый уголь с разреза города Налайх.

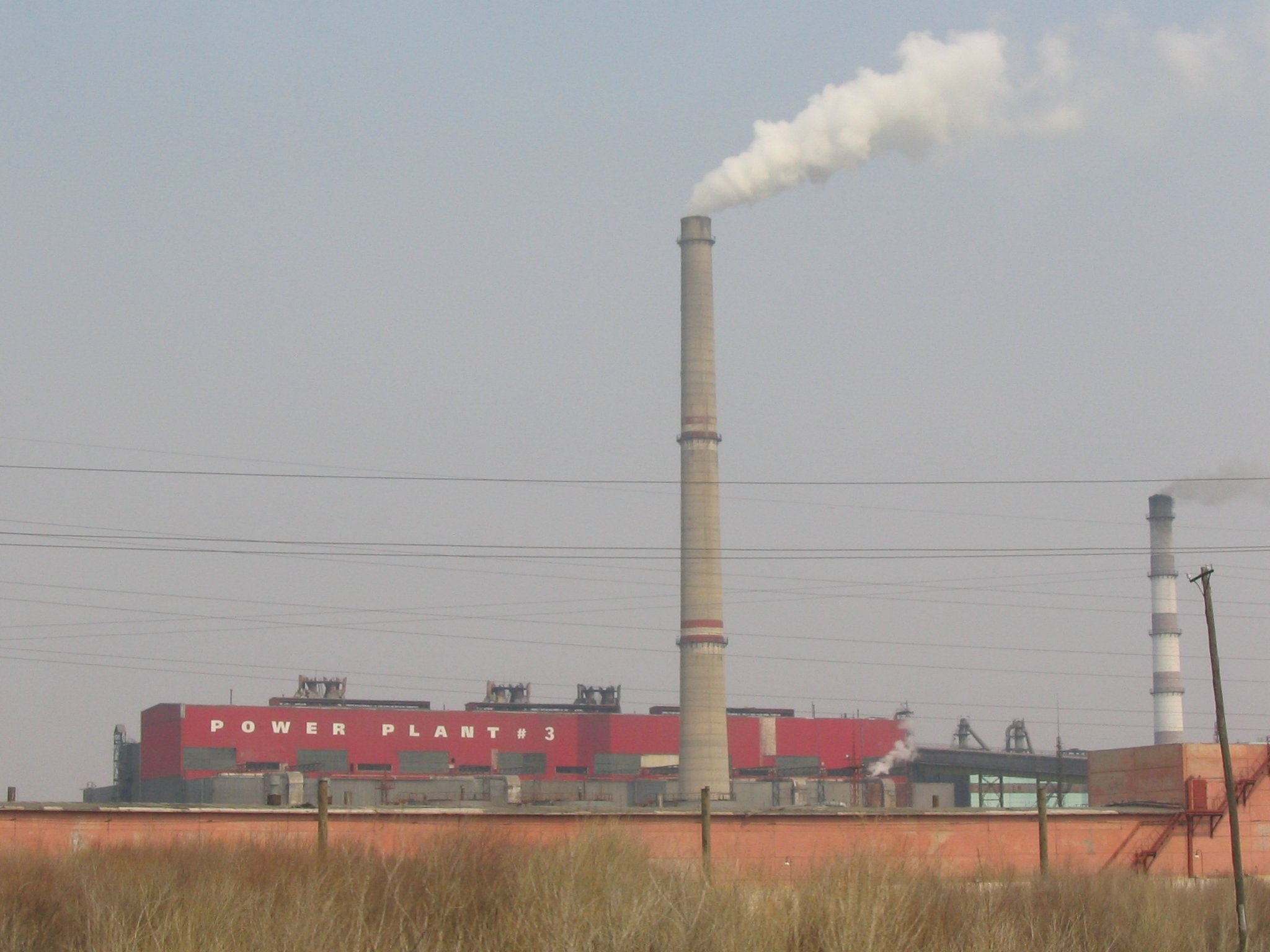
ТЭЦ-3

- ТЭЦ-3Улан-Баторская ТЭЦ-3 — второй по величине энергообъект республики. Установленная мощность — 148 МВт (4×12, 4×25), тепловая — 655 Гкал/ч. Использует бурый уголь с Баганурского угольного разреза. Первые 3 очереди имеют: основное оборудование 6 котлоагрегатов БКЗ-75-39ФВ и 4 турбины ПТ-12-35/10М. 4-я очередь: введены в действие 6 котлоагрегатов БКЗ-220-110-4с и 4 турбины ПТ-25-90/10М. 5-я очередь — 1 котлоагрегат БКЗ-220-110-4с, введён в действие в 1981 г. После реконструкции в 1988 году ТЭЦ-3 переведена на бурый уголь баганурского месторождения. Внедрена бессточная технология оборота воды и другие технологические решения, что повлекло значительное снижение влияния предприятия на окружающую среду и повышение эффективности станции. Год ввода в эксплуатацию — 1974.

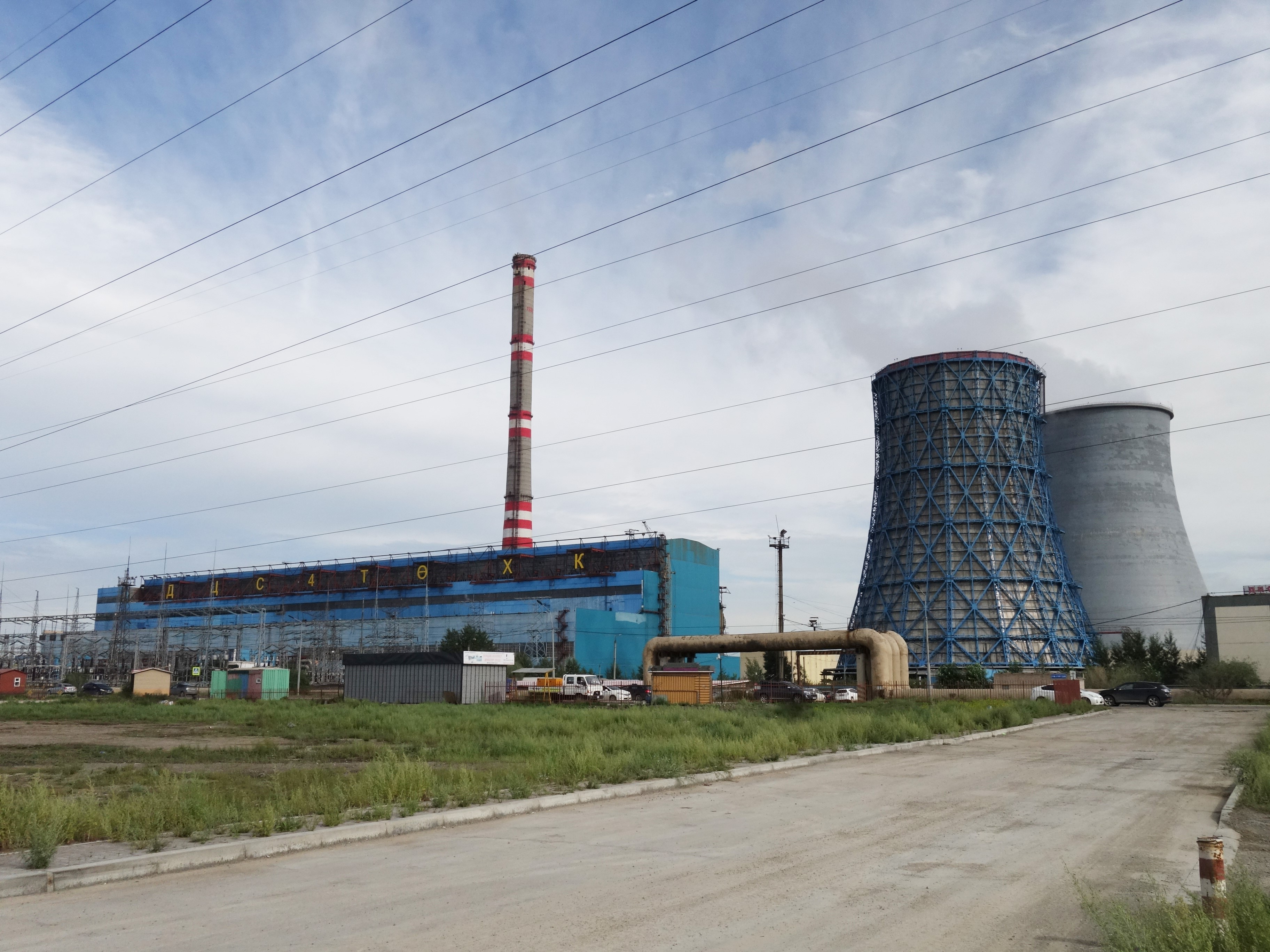
Улан-Баторская ТЭЦ-4

- Улан-Баторская ТЭЦ-4Улан-Баторская ТЭЦ-4 — самое крупное энергетическое предприятие в стране. Сооружение было начато в 1980 г. Состав основного оборудования по проекту: 6 котлоагрегатов БКЗ-420-140 паропроизводительностью 420 т/ч, одна турбина типа ПТ-80-130/13 и три турбины типа Т-110/120-130. Установленная электрическая мощность станции после окончания строительства составила 410 МВт, а тепловая — 460 МВт. В 1987 году произведено расширение ТЭЦ-4. Была произведена дополнительная установка 2 котлоагрегатов БКЗ-420-140 и 2 турбин типа ТП-80-130. Годы ввода в эксплуатацию — 1987 и 1991. 20 марта 2015 года сдан в эксплуатацию новый энергоблок на базе турбины Т-120/130-130-8МО российского производства[1]. В результате установленная мощность электростанции достигла — 693 МВт (1×80, 3×100, 2×80, 1×123), тепловая — 1373 Гкал/ч. ТЭЦ использует бурый уголь с Баганурского угольного разреза.
- ТЭЦ в г. Чойбалсане — построена в 1982 году компанией «Теплоэлектропроект». До 2024 года установленная мощность составляла 36 МВт, использует бурый уголь с разреза Бэрхэ рядом с городом. В 2024 году после реконструкции электростанции её установленная мощность составила 86 МВт.
- ТЭЦ в г. Дархане — запроектирована Томским отделением института «Теплоэлектропроект» (в настоящее время[уточнить] — институт «Томсктеплоэлектропроект[2]», построена в 1966 году компанией Технопромэкспорт. Установленная мощность — 48 МВт (4×12), использует уголь с местного крупного разреза «Шарынгол» энергетических углей.
- ТЭЦ в г. Эрдэнэте построена в 1988 году компанией Технопромэкспорт для покрытия возрастающих тепловых нагрузок и повышения надёжности электроснабжения г. Эрдэнэта. В состав основного оборудования ТЭЦ входят 7 котлоагрегатов БКЗ-75-39БФ, 2 турбоагрегата типа Р-12-35/5М и 1 турбоагрегат типа ПТ-12-35/10M. Установленная электрическая мощность — 36 МВт (3×12) и тепловая — 307 Гкал/ч, использует энергетический уголь с разреза Шарынгол в Дархане.

## Гидроэнергетика

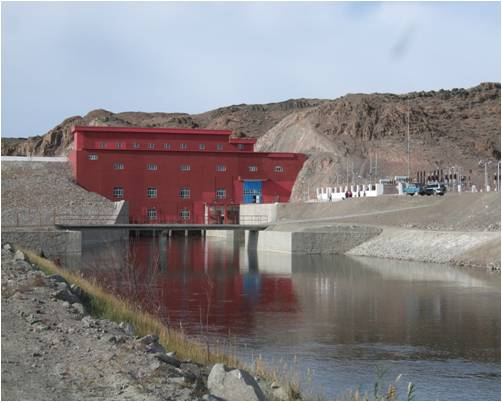
Дургунская ГЭС

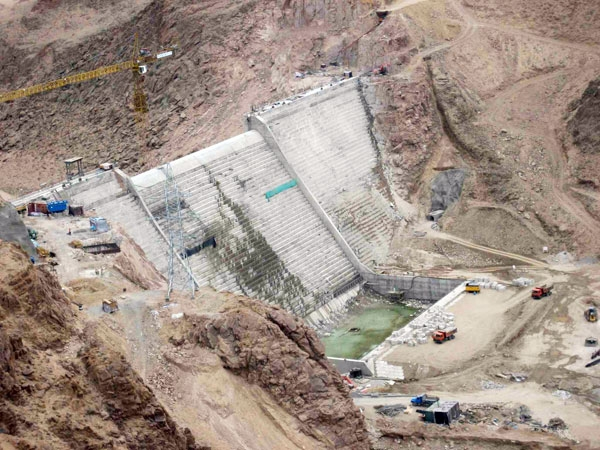
Тайширская ГЭС

В стране построено несколько ГЭС малой мощности (от 0,5 до 2 МВт). С целью возможности регуляции суточного графика нагрузки энергосистемы и покрытия дефицита на востоке и северо-востоке страны ведётся сокращение числа малых дизельных электростанций. В 2021 году мощность гидроэнергетики составляла 31 МВт.
|                             | Эгийнская ГЭС  | Дургунская ГЭС | Тайширская ГЭС |
| --------------------------- | -------------- | -------------- | -------------- |
| Установленная мощность МВт  | 220            | 12             | 11             |
| Годовая выработка млн КВт·ч | 0              | 37             | 3              |
| Число гидроагрегатов        | -              | 3              | 4              |
| Высота плотины              | -              | 20             | 50             |
| Длина плотины по гребню     | -              | 252            | 190            |
| Энергосистема               | Центральная ЭС | Западная ЭС    | Автономная ЭС  |
| Статус                      | проектируемая  | действующая    | действующая    |
| Местоположение              | Эгийн-Гол      | Чоно-Харайх    | Завхан         |

## Возобновляемая энергия
В 2021 году мощность возобновляемой энергетики составляла 277 МВт.

### Ветроэнергетика
В 2021 году мощность ветроэнергетики составляла 156 МВт.

### Солнечная энергетика
В 2021 году мощность солнечной энергетики составляла 90 МВт.

## Энергосистема Монголии
Все 6 ТЭЦ страны, за исключением ТЭЦ в Чойбалсане, работают в Центральной электрической энергосистеме (ЦЭЭС): через двухцепную ЛЭП-220 KB Селендума (Гусиноозёрская ГРЭС)-Дархан соединена с энергосистемой АО «Бурятэнерго» и работает в синхронном режиме с ОЭС Сибири ЕЭС РФ. ЛЭП-220КВ Иркутск-Гусиноозёрская ГРЭС-Дархан-Улан-Батор образует единую сеть. ТЭЦ в Чойбалсане работает автономно, обеспечивая электроэнергией восточные районы страны, но имеет аварийную связь (ЛЭП-110КВ с 1997 года) с энергосистемой «Читаэнерго».
В декабре 1995 года осуществлено соединение ЛЭП-110 КВ «Хандагайты-Улангом» (в Монголии — участок Улангом-Ховд) и начаты поставки электроэнергии из ОЭС Сибири в западную энергосистему Монголии. Данный переток осуществляется несмотря на дефицит электроэнергии в республики Тыва ввиду неполной замкнутости внутриреспубликанского энергетического кольца. Постройка в западной части страны двух ГЭС — Дургунской и Тайширской — привело к постройке единой энергосистемы Западной Монголии. Её основу составляют ЛЭП-110КВ и ЛЭП-35КВ. Предполагается объединение этой энергосистемы с ЦЭЭС Монголии. Западная энергосистема таким образом работает в параллельном режиме с ОЭС Сибири, так же как и ЦЭЭС.

## Добыча угля
В Монголии имеются 3 месторождения бурого энергетического угля. Уголь добывается на разрезах городов Налайх (одноимённое месторождение, в настоящее время промышленная добыча прекращена), Дархан (месторождение Шарын-Гол), Багануур (одноимённое месторождение)). Добываемый бурый уголь в подавляющем большинстве используется внутри страны в первую очередь на ТЭЦ. Существуют и другие более мелкие месторождения угля, в первую очередь на востоке и юге страны. В западной части Монголии запасы угля относительно невелики.
На юге страны в пустыне Гоби на месторождении Таван-Толгой обнаружен каменный уголь, геологические запасы которого исчисляются миллиардами тонн. Данное месторождение активно разрабатывается, объём добычи угля превышает миллион тонн в год, весь уголь экспортируется в Китай.
Другое угольное месторождение Нарийн-Сухайт расположено ещё ближе к китайской границе (56 км, с китайской стороны к границе специально для вывоза угля проложена железная дорога), оно активно разрабатывается китайской компанией, объём добычи и экспорта в Китай угля составляет ок. 2 млн т в год.

## Добыча нефти и нефтепереработка
На 95 % Монголия покрывает свои потребности в нефтепродуктах поставками из России. Стратегической задачей, провозглашенной правительством, является самообеспечение страны нефтепродуктами. Ведутся активные работы по разведке и добыче нефти в Восточных районах страны. Разрабатываются планы строительства НПЗ. Монголия закупает нефтепродукты в России, постепенно повышая объёмы закупок по мере улучшения положения в экономике страны (в 1998 г. было закуплено 395 тыс. тонн нефтепродуктов). В настоящее время нефтяные месторождения в Дзун-Баяне (южнее г. Сайншанд) и в Матаде (месторождение Тамсаг-Булак, Восточный аймак) эксплуатируются китайскими нефтедобывающими компаниями, вся добытая нефть экспортируется в Китай для переработки. Предполагалось сооружение НПЗ в Дзун-Баяне или в окрестностях Улан-Батора.
Месторождение Дзун-Баян было разведано СССР в 1940 году, в 1947 году был основан трест «Монголнефть», в 1950 году Советский Союз завершил строительство в Дзун-Баяне нефтеперегонного завода мощностью 300 тыс. баррелей нефти в год. Нефтеперегонный завод работал на смеси нефти из месторождения Дзун-Баян и лёгкой западносибирской нефти, поступавшей по железной дороге. Завод обеспечивал св. 20 % потребностей Монголии в нефтепродуктах. В конце 1960-х годов эксплуатация завода была сочтена нецелесообразной и в 1969 году завод был остановлен. Монголия перешла к удовлетворению потребностей в нефтепродуктах исключительно за счёт импорта из СССР.
На месторождении Дзун-Баян было пробурено около 200 скважин глубиной до 3 км. Из них до 100 скважин в настоящее время[уточнить] восстановлено, нефть дают 5 скважин с дебитом от 30-100 баррелей в сутки. Добытая нефть (объёмом 550 тыс. баррелей в месяц) транспортируется в Китай на переработку, работы по разведке и добыче нефти в Монголии осуществляли австралийская, канадская и французские компании. Открыто представительство российской компании «Татнефть» в Улан-Баторе и начаты геологоразведочных работы.